# Steen Lynge
Steen Lynge (født 25. november 1963 i Nuuk) er en grønlandsk politiker, musiker og iværksætter, der var minister for sundhed og infrastruktur 2013-14. Fra 2009 til 2017 var Steen Lynge medlem af partiet Atassut; i marts 2018 meddelte han, at han stiller op til landstingsvalget 2018 for Demokraterne.
Udover sit politiske virke Steen Lynge er musikproducer og lydtekniker, og driver sit eget pladeselskab og indspilningsstudie. Han er desuden en aktiv samfundsdebattør og læserbrevsskribent.

## Musikalsk karriere
Lynge startede som trommeslager i gruppen Simik i 1978. Som producer har han udgivet mange albums med uetablerede grønlandske musikere, der blev produceret og udgivet på hans eget pladeselskab, Melos Records. Han har bl.a. haft succes med bands som Taaq, Qulleq, Qeqquaq og Zedna.

## Politisk karriere
I 1998 blev Lynge ansat hos Grønlands Forbrugerråd. Han meldte sig i 2009 ind i partiet Atassut, hvor han blev politisk næstformand og formand i partiets lokalafdeling i Nuuk.
I forbindelse med en sag om udbetaling af juleløn, valgte Lynge, og lokalafdelingen i Nuuk, at gå imod landsorganisationens politik. Det skabte en intern strid i partiet, hvor bl.a. partiformand Gerhardt Petersens taburet var truet.